# Yellow Submarine (álbum)
Yellow Submarine es el undécimo álbum de estudio de la banda de rock The Beatles, lanzado el 13 de enero de 1969 en los Estados Unidos y el 17 de enero de 1969 en el Reino Unido. Fue lanzado como la banda sonora de la película animada del mismo nombre, la cual fue presentada en Londres en junio de 1968. El álbum contiene seis canciones de la banda, de las cuales «Yellow Submarine» y «All You Need Is Love» ya habían sido lanzadas como sencillos, la primera pertenece al álbum Revolver lanzado en 1966, la segunda canción fue lanzada como sencillo en junio de 1967 y más tarde incluida en el álbum americano Magical Mystery Tour. El resto del álbum es una regrabación de la banda sonora orquestal de la película por el productor de la banda, George Martin.
El proyecto fue considerado una obligación contractual por parte de Los Beatles, a quienes se les pidió contribuir con cuatro canciones para la película. Algunas fueron escritas y grabadas exclusivamente para la banda sonora, mientras que las otras eran canciones no lanzadas de otros proyectos. El álbum tuvo una recepción mixta por parte de los críticos, quienes sintieron que el material sonaba anticuado y que no estaba a la altura de Los Beatles, aunque el trabajo orquestal de Martin fue mayormente elogiado. El álbum alcanzó el top 5 en el Reino Unido y en los Estados Unidos, y ha sido relanzado en disco compacto varias veces.

## Producción y grabación
En la época que se lanzó el álbum, mucho de lo que contenía no era nuevo. «Yellow Submarine» ya había aparecido en Revolver en agosto de 1966. «All You Need Is Love» había sido un sencillo de éxito en 1967, tema que también había aparecido en el álbum Magical Mystery Tour (Estados Unidos) más tarde ese mismo año.
Dos canciones de George Harrison estaban inéditas para ese entonces y fueron incluidas: «Only a Northern Song» había sido escrita originalmente para Sgt. Pepper's Lonely Hearts Club Band y en gran parte había sido grabada en febrero de 1967. «It's All Too Much» se grabó justo antes de que saliera dicho álbum, aunque fue acortada (duraba ocho minutos) para Yellow Submarine.
En contraste, «Hey Bulldog» (grabada en febrero de 1968) y «All Together Now» (grabada en mayo de 1967) sí parecen haber sido escritas especialmente para la ocasión, aunque Lennon lo había negado con la primera de ellas, grabada durante la filmación del clip promocional de "Lady Madonna".
La cara 2 del álbum Yellow Submarine presentaba arreglos orquestales (grabados específicamente para el álbum) de George Martin.
«Across the Universe» iba a incluirse en un principio en el álbum, pero fue rechazada en el último momento y dejada aparte hasta que salió en el disco Let It Be, de 1970. De acuerdo con algunas fuentes, Los Beatles habían considerado lanzar Yellow Submarine como un EP de cinco temas, sin la partitura de la película pero incluyendo «Across the Universe» como pista adicional.

## Lista de canciones
Cara 1:
Todas las canciones escritas y compuestas por Lennon—McCartney, excepto donde está anotado.
| N.º   | Título                            | Vocalista principal | Duración |  |
| 1.    | «Yellow Submarine»                | Starr               | 2:39     |  |
| 2.    | «Only a Northern Song» (Harrison) | Harrison            | 3:24     |  |
| 3.    | «All Together Now»                | McCartney           | 2:11     |  |
| 4.    | «Hey Bulldog»                     | Lennon y McCartney  | 3:11     |  |
| 5.    | «It's All Too Much» (Harrison)    | Harrison            | 6:25     |  |
| 6.    | «All You Need is Love»            | Lennon              | 3:51     |  |
| 21:41 |                                   |                     |          |  |

Cara 2:
Todos los temas compuestos por Martin, excepto donde está anotado.

| Música original de la película compuesta y orquestada por George Martin |                                                                 |          |  |
| N.º                                                                     | Título                                                          | Duración |  |
| 1.                                                                      | «Pepperland»                                                    | 2:21     |  |
| 2.                                                                      | «Sea of Time»                                                   | 3:00     |  |
| 3.                                                                      | «Sea of Holes»                                                  | 2:17     |  |
| 4.                                                                      | «Sea of Monsters»                                               | 3:37     |  |
| 5.                                                                      | «March of the Meanies»                                          | 2:22     |  |
| 6.                                                                      | «Pepperland Laid Waste»                                         | 2:17     |  |
| 7.                                                                      | «Yellow Submarine in Pepperland» (Lennon—McCartney arr. Martin) | 2:13     |  |
| 18:07                                                                   |                                                                 |          |  |

Nota: En la versión estadounidense del álbum, los temas «Sea of Time» y «Sea of Holes» estaban reconocidos como una sola pieza bajo el título de «Medley: Sea of Time & Sea of Holes», de forma que solo había un total de seis pistas en la cara 2 del disco estadounidense.

## Créditos
The Beatles
- John Lennon: voz solista, segunda voz; armonía vocal en «It's All Too Much»; guitarra rítmica acústica, burbujas con pajita en un cubo y voces de fondo en «Yellow Submarine»; guitarra solista; piano; glockenspiel, efectos de sonido y ruidos en «Only a Northern Song»; guitarra acústica, ukelele y armónica en «All Together Now»; palmas; clavecín y banjo en «All You Need is Love».
- Paul McCartney: voz solista en «All Together Now», segunda voz y voces de fondo en «Yellow Submarine», armonía vocal; bajo; trompeta, efectos de sonido y ruidos en «Only a Northern Song»; guitarra acústica en «All Together Now»; palmas; bajo con distorsión (fuzz) en «Hey Bulldog»; contrabajo en «All You Need is Love».
- George Harrison: voz solista, segunda voz; pandereta en «Yellow Submarine»; órgano Hammond; efectos de sonido y ruidos en «Only a Northern Song»; palmas; guitarra solista; armonía vocal, guitarra y violín en «All You Need is Love».
- Ringo Starr: voz solista en «Yellow Submarine»; batería; crótalos en «All Together Now»; palmas; pandereta.

Músicos adicionales
- músicos de estudio: sección de metales en «Yellow Submarine».
- Paul Harvey: clarinete bajo en «It's All Too Much».
- David Mason más tres músicos de estudio: trompetas en «It's All Too Much».
- orquesta de 13 músicos en «All You Need is Love»: arreglos de George Martin; dirección orquestal de Mike Vickers.
- George Martin: piano en la pregrabación de «All You Need is Love».
- orquesta de 41 miembros dirigidos por George Martin para los temas instrumentales compuestos para la película.

Otros
- Mal Evans: bombo, coros y efectos de sonido en «Yellow Submarine».
- Marianne Faithfull, Pattie Harrison, George Martin, Neil Aspinall, Brian Jones, Alf Bicknell, Geoff Emerick: coros y efectos de sonido en «Yellow Submarine».
- Mick Jagger, Marianne Faithfull, Mike McCartney, Donovan, Keith Richard, Graham Nash, Pattie Harrison, Jane Asher, Eric Clapton, Hunter Davies, Keith Moon y otros: coros en el día de la retransmisión vía satélite de «All You Need is Love».

Producción
- George Martin: producción y mezclas.
- John Burgess: producción en la grabación orquestal de la banda sonora de la película.
- Ron Richards: producción en la grabación orquestal de la banda sonora de la película.
- Geoff Emerick: ingeniero de sonido y mezclas.
- Richard Lush: 2.º ingeniero de sonido y mezclas.
- Phil McDonald: 2.º ingeniero de sonido y mezclas.
- Jerry Boys: 2.º ingeniero de mezclas en «Yellow Submarine».
- Graham Kirkby: 2.º ingeniero de mezclas.
- Dave Siddle: ingeniero de sonido y mezclas en «It's All Too Much» (De Lane Lea Music Recording Studios).
- Mike Weighell: 2.º ingeniero de sonido y mezclas en «It's All Too Much» (De Lane Lea Music Recording Studios).
- Ken Scott: ingeniero de mezclas en «It's All Too Much».
- Dave Harries: 2.º ingeniero de mezclas en «It's All Too Much».
- Eddie Kramer: ingeniero de sonido en la pregrabación de «All You Need is Love» (Olympic Sound Studios).
- George Chkiantz: 2.º ingeniero de sonido en la pregrabación de «All You Need is Love» (Olympic Sound Studios).
- Malcolm Addey: ingeniero de mezclas de las partes pregrabadas de «All You Need is Love».
- Martin Benge: 2.º ingeniero de sonido en el día de la retransmisión vía satélite de algunas partes interpretadas en directo por los Beatles de «All You Need is Love» (presente también, para tal ocasión, del productor George Martin, el ingeniero Geoff Emerick, y el 2.º ingeniero Richard Lush).
- Nick Webb: 2.º ingeniero de sonido en la grabación orquestal de la banda sonora de la película.
- Mike Sheady: 2.º ingeniero de mezclas en la parte orquestal de la banda sonora de la película.

Otros
- Heinz Edelmann: ilustraciones de la portada y contraportada del álbum
- Derek Taylor, agente de prensa de Apple: notas introductorias de la contraportada del álbum (edición británica)
- Tony Palmer, crítico musical de The Observer y realizador cinematográfico: notas de la contraportada del álbum (edición británica)
- Dan Davis: notas de la contraportada del álbum (edición estadounidense)

## Posición en las listas de éxitos
| País           | Lista (1969)        | Posición más alta |
| -------------- | ------------------- | ----------------- |
| Reino Unido    | Record Retailer     | N.º 3             |
| Reino Unido    | New Musical Express | N.º 3             |
| Reino Unido    | Melody Maker        | N.º 4             |
| Estados Unidos | Billboard           | N.º 2             |
| Estados Unidos | Record World        | N.º 2             |
| Estados Unidos | Cash Box            | N.º 3             |